# Band of Heathens
The Band of Heathens és un conjunt musical nord-americà de country rock provinents de la ciutat d'Austin, Texas. El grup va ser format l'any 2005 originalment per Colin Brooks, Ed Jurdi i Gordy Quist.

## Història
Els tres compositors principals originals - Colin Brooks, Ed Jurdi i Gordy Quist - van compartir actuacions al "Momo's", un club musical d'Austin. A l'inici, cadascú interpretava el seu propi repertori. Tanmateix, un bon dia van començar a compartir escenari i a col·laborar amb el baixista Seth Whitney. Els dimecres a la nit oferien un espectacle com "The Good Time Supper Club". Un error d'impressió en un diari local va catalogar l'acte com "The Heathens" (Els pagans), anècdota que va acabar configurant el nom del grup. El bateria, John Chipman, es va unir a la banda l'any 2007. El teclista, Trevor Nealon, que va tocar amb ells a l'estudi durant l'enregistrament de "One Foot in the Ether" i "Top Hat Crown & the Clapmaster's Son", es va unir a l'equip de concerts a partir de les gires del 2011.
El seu primer enregistrament va ser "Live from Momo's", gravat al club, ara tancat, de West 6th Street, a Austin. L'èxit del tema va atraure l'atenció nacional envers el conjunt que ser escollit com a "Millor nova banda" als Austin Music Awards del 2007. Després del llançament de "Momo", el grup va llançar un segon enregistrament, en directe, titulat "Live at Antone's", que va ser gravat al venerable Austin Club.
El 20 de maig del 2008, la banda va llançar el seu primer àlbum d'estudi, produït per Ray Wylie Hubbard i amb convidats notables, com ara Patty Griffin, Stephen Bruton i Gurf Morlix. El disc va ocupar el número 1 de les llistes de ràdio de l'American Music Association. El novembre del 2008, l'àlbum es va classificar al vuitè lloc dels 100 millors àlbums de les llistes americanes de l'Associació de Música Americana del 2008.
El juliol de 2009, BOH va gravar un programa de l'Austin City Limits, que es va emetre a la tardor de 2009. L'any va ser especialment significatiu per a ACL, atès que Austin City Limits celebrava el seu 35è aniversari. La gènesi i la creativitat de la banda es van destacar durant l'entrevista a l'Austin City Limits, realitzada després de la seva actuació. L'actuació televisiva va compartir actuacions de Band Of Heathens i d'Elvis Costello.
Després de l'espectacle a Austin City Limits PBS, la banda també va tocar a la sèrie de concerts en directe de la televisió alemanya Rockpalast el 9 d'octubre de 2009, interpretant 14 cançons, moltes dels àlbums "Band Of Heathens" i "One Foot In The Ether". "One Foot In The Ether", el segon llançament d'estudi de BOH va tornar a ocupar el lloc número 1 a les llistes de ràdio Americana.
El 2009, la banda va ser nominada per al premi "Nou artista emergent" als Americana Music Honors & Awards. El 2010, la banda va ser novament premiada per l'American Music Association com a nominada al "Millor duo/grup de l'any".
El 2011, la banda va llançar el seu cinquè àlbum en general (tercer àlbum d'estudi), titulat Top Hat Crown & the Clapmaster's Son . L'àlbum va figurar entre els 10 millors àlbums americans del 2011, esdevenint el tercer àlbum consecutiu que formava part del Top 10 de finals d'any. Aquest àlbum també és l'últim projecte d'estudi del membre fundador Colin Brooks, qui va anunciar el novembre d'aquell any que deixava la banda per dedicar-se a d'altres projectes, després de sis anys.
El 2013 va aparèixer l'àlbum titulat "Sunday Morning Record", que va tenir bona acollida per part de la crítica. La "Bakersfield Californian Review" va dir que "Sunday Morning Record és una carta d'amor al passat i, al mateix temps, una postal al futur". L'àlbum va ocupar el segon lloc de l'American Charts de l'Americana Music Association i va ser seleccionat com a àlbum número 1 de l'any 2013 per "The Alternative Root". A més, "The Alternative Root", en referir-se als seus "Top Fifty" Americana Bands, va declarar el següent: "El lloc número 1 va ser el més fàcil d'escollir".
Highway Prayer: A Tribute to Adam Carroll, publicat a finals del 2016 a Eight 30 Records, amb seu a Austin, va incloure la versió de The Band of Heathens titulada "Oklahoma Gypsy Shuffler", de Carroll. A més, la versió de The Band of Heathens de "The Dirty South" es va incloure a l'àlbum satíric Floater: A Tribute to the Tributes to Gary Floater, publicat a principis del 2018 a Eight 30 Records, amb seu a Austin.

## Discografia
Els dos primers enregistraments van ser en directe: el 2006 es va gravar un àlbum en directe a Momo's i el 2007 es va completar "Live at Antone's" amb un conjunt de DVD/CD. Al maig de 2008, la banda va llançar la seva primera producció d'estudi titulada simplement "The Band of Heathens". Produït per Ray Wylie Hubbard, l'àlbum va assolir el número 1 a les llistes americanes i a les llistes d'EuroAmericana. El que és significatiu, però, és que fou el segon àlbum publicat de manera independent que ha arribar al número 1 a la llista.
El setembre de 2009 la banda va llançar l'àlbum "One Foot in the Ether" que va tornar a ocupar el número u de les llistes d'Americana i Euroamericana.
Una versió del seu tema "Hurricane", de Leon Everette, va ocupar el número 18 de Hot Rock Songs el 2018.
Colin Brooks (en solitari)
- 2002: Chippin' Away at the Promised Land
- 2005: Blood & Water

Gordy Quist (en solitari)
- 2005: Songs Play Me
- 2007: Here Comes the Flood

Ed Jurdi (en solitari)
- 1999: Ed Jurdi
- 2003: Longshores Drive

The Band of Heathens
- 2006: Live from Momo’s
- 2007: Live at Antone's (CD+DVD)
- 2008: The Band of Heathens (primera producció d'estudi)
- 2009: Live @ Blue Rose Christmas Party Germany 2008 (edició limitada)
- 2009: One Foot In the Ether, (segona producció d'estudi)
- 2011: Top Hat Crown & The Clapmaster's Son (tercera producció d'estudi)
- 2012: The Double Down - Live From Denver (CD+DVD)
- 2013: Sunday Morning Record (quarta producció d'estudi)
- 2016: Duende (cinquena producció d'estudi)
- 2018: A Message from the People Revisited (sisena producció d'estudi)
- 2020: Stranger (setena producció d'estudi)
- 2022: Remote Transmissions, Volume 1
- 2023: Simple Things (vuitena producció d'estudi)